# Bahnstrecke Bratislava–Hegyeshalom
| Strecke                                                       |                | von Bratislava-Vajnory                               | von Bratislava-Vajnory                               |
| Dienststation / Betriebs- oder Güterbahnhof                   | -0,242         | Bratislava východ odchodová sk. Juh                  | Bratislava východ odchodová sk. Juh                  |
| Abzweig geradeaus und nach links                              |                | nach odb. Vinohrady                                  | nach odb. Vinohrady                                  |
| Abzweig geradeaus und von rechts                              |                | von BA-Vajnory über BA východ odchodová sk. Sever    | von BA-Vajnory über BA východ odchodová sk. Sever    |
| Dienststation / Betriebs- oder Güterbahnhof                   | 1,099          | Bratislava východ vchodová sk.                       | Bratislava východ vchodová sk.                       |
| Abzweig geradeaus und nach rechts                             |                | nach Bratislava-Rača                                 | nach Bratislava-Rača                                 |
| Abzweig geradeaus und von rechts                              |                | von Žilina                                           | von Žilina                                           |
| Kreuzung geradeaus unten                                      |                | Bratislava-Vajnory–odb. Vinohrady                    | Bratislava-Vajnory–odb. Vinohrady                    |
| Abzweig geradeaus und von rechts                              |                | von Bratislava-Vajnory                               | von Bratislava-Vajnory                               |
| Blockstelle                                                   | 1,736          | odb. Vinohrady                                       | odb. Vinohrady                                       |
| Abzweig geradeaus und nach links                              |                | nach Bratislava hl.st. und nach odb. Močiar          | nach Bratislava hl.st. und nach odb. Močiar          |
| Kreuzung geradeaus unten                                      |                | Bratislava hl.st.–Žilina                             | Bratislava hl.st.–Žilina                             |
| Kreuzung geradeaus unten (Querstrecke außer Betrieb)          |                | Bratislava hl.st.–Žilina (bis 1964)                  | Bratislava hl.st.–Žilina (bis 1964)                  |
| Abzweig geradeaus und von links                               |                | von odb. Močiar                                      | von odb. Močiar                                      |
| Kreuzung geradeaus unten                                      |                | Bratislava hl.st.–Štúrovo                            | Bratislava hl.st.–Štúrovo                            |
| ehemaliger Haltepunkt / Haltestelle                           | 3,080          | Bratislava-Dynamitka (bis 1957)                      | Bratislava-Dynamitka (bis 1957)                      |
| Bahnhof                                                       | 3,243          | Bratislava predmestie (seit 1957)                    | Bratislava predmestie (seit 1957)                    |
| Abzweig geradeaus und nach links                              |                | nach Bratislava-Nové Mesto                           | nach Bratislava-Nové Mesto                           |
| Kreuzung geradeaus unten                                      |                | Bratislava hl.st.–Bratislava-Petržalka               | Bratislava hl.st.–Bratislava-Petržalka               |
| ehemaliger Haltepunkt / Haltestelle                           | 4,700          | Bratislava-Slovany                                   | Bratislava-Slovany                                   |
| Betriebs-/Güterbahnhof Strecke ab hier außer Betrieb          | 6,010          | Bratislava filiálka (Ldst, ehem. Bf)                 | Bratislava filiálka (Ldst, ehem. Bf)                 |
| Abzweig geradeaus und von links (Strecke außer Betrieb)       |                | von Dunajská Streda                                  | von Dunajská Streda                                  |
| Bahnhof (Strecke außer Betrieb)                               | 7,50           | Bratislava-Nivy                                      | Bratislava-Nivy                                      |
| Abzweig geradeaus und nach links (Strecke außer Betrieb)      |                | nach Bratislava prístav und nach odb. Bratislava juh | nach Bratislava prístav und nach odb. Bratislava juh |
| Abzweig geradeaus und von links (Strecke außer Betrieb)       |                | provisorische Verbindung von Bratislava ÚNS          | provisorische Verbindung von Bratislava ÚNS          |
| Brücke über Wasserlauf (Strecke außer Betrieb)                |                | Starý most über die Donau (465 m)                    | Starý most über die Donau (465 m)                    |
| Haltepunkt / Haltestelle (Strecke außer Betrieb)              | 9,10           | Bratislava-Petržalka most                            | Bratislava-Petržalka most                            |
| Abzweig ehemals geradeaus und von links                       |                | von Bratislava hl.st.                                | von Bratislava hl.st.                                |
| Bahnhof                                                       | 11,2017,898    | Bratislava-Petržalka                                 | Bratislava-Petržalka                                 |
| Abzweig geradeaus und nach rechts                             |                | nach Wien, heute Anschlussgleis nach Kopčany         | nach Wien, heute Anschlussgleis nach Kopčany         |
| Abzweig geradeaus und nach rechts                             |                | nach Parndorf                                        | nach Parndorf                                        |
| Strecke von links · Abzweig ehemals geradeaus und nach rechts | 17,898121,260  | Neutrassierung 1972 (Beginn im Bf BA-Petržalka)      | Neutrassierung 1972 (Beginn im Bf BA-Petržalka)      |
| Strecke · Haltepunkt / Haltestelle (Strecke außer Betrieb)    | 117,790        | Bratislava-Janíkov dvor                              | Bratislava-Janíkov dvor                              |
| Strecke nach links · Abzweig ehemals geradeaus und von rechts | 23,350116,645  | Ende Neutrassierung                                  | Ende Neutrassierung                                  |
| ehemaliger Haltepunkt / Haltestelle                           | 113,290        | Rusovce zastávka                                     | Rusovce zastávka                                     |
| Bahnhof                                                       | 111,635        | Rusovce                                              | Rusovce                                              |
| ehemaliger Haltepunkt / Haltestelle                           | 109,550        | Čunovo                                               | Čunovo                                               |
| Grenze                                                        | 107,402109,285 | Staatsgrenze Slowakei–Ungarn, Kilometersprung        | Staatsgrenze Slowakei–Ungarn, Kilometersprung        |
| Bahnhof                                                       | 106,90         | Rajka                                                | Rajka                                                |
| Haltepunkt / Haltestelle                                      | 104,40         | Bezenye                                              | Bezenye                                              |
| Brücke über Wasserlauf                                        | 98,250         | Lajta                                                | Lajta                                                |
|                                                               |                |                                                      |                                                      |
| Strecke von links · Abzweig ehemals geradeaus und nach rechts |                | Neutrassierung                                       | Neutrassierung                                       |
|                                                               |                |                                                      |                                                      |
| Strecke nach links · Abzweig ehemals geradeaus und von rechts |                |                                                      |                                                      |
| Abzweig geradeaus und von rechts                              |                | von Wien Hbf                                         | von Wien Hbf                                         |
| Bahnhof                                                       | 93,50          | Hegyeshalom                                          | Hegyeshalom                                          |
| Abzweig geradeaus und nach links                              |                | nach Budapest-Keleti                                 | nach Budapest-Keleti                                 |
| Strecke                                                       |                | nach Porpác (km 0)                                   | nach Porpác (km 0)                                   |

| Strecke                                   |        | von Wien                                     | von Wien                                     |
| Bahnhof                                   | 0,228  | Bratislava hlavná stanica                    | Bratislava hlavná stanica                    |
| Abzweig geradeaus und nach rechts         |        | nach Štúrovo                                 | nach Štúrovo                                 |
| Abzweig geradeaus und nach rechts         |        | nach Žilina                                  | nach Žilina                                  |
| ehemaliger Haltepunkt / Haltestelle       |        | Briežky (geplant)                            | Briežky (geplant)                            |
| Kreuzung geradeaus unten                  |        | Bratislava hl.st.–Žilina                     | Bratislava hl.st.–Žilina                     |
| Kreuzung geradeaus unten                  |        | Bratislava hl.st.–Štúrovo                    | Bratislava hl.st.–Štúrovo                    |
| Kreuzung geradeaus oben                   |        | Bratislava východ–Bratislava-Petržalka       | Bratislava východ–Bratislava-Petržalka       |
| Kreuzung geradeaus oben                   |        | Bratislava predmestie–Bratislava-Nové Mesto  | Bratislava predmestie–Bratislava-Nové Mesto  |
| Abzweig geradeaus und von rechts          |        | von Bratislava predmestie                    | von Bratislava predmestie                    |
| Bahnhof                                   | 5,309  | Bratislava-Nové Mesto                        | Bratislava-Nové Mesto                        |
| Abzweig geradeaus und nach links          |        | nach Dunajská Streda                         | nach Dunajská Streda                         |
| ehemaliger Haltepunkt / Haltestelle       |        | Bratislava-Ružinov (geplant)                 | Bratislava-Ružinov (geplant)                 |
| Bahnhof                                   | 11,475 | Bratislava ústredná nákladná stanica (ÚNS)   | Bratislava ústredná nákladná stanica (ÚNS)   |
| Abzweig geradeaus und nach links          |        | nach Bratislava prístav                      | nach Bratislava prístav                      |
| Abzweig geradeaus und ehemals nach rechts |        | provisorische Verbindung zur alten Strecke   | provisorische Verbindung zur alten Strecke   |
| Brücke über Wasserlauf                    |        | Prístavný most über die Donau (1080 m)       | Prístavný most über die Donau (1080 m)       |
| ehemaliger Haltepunkt / Haltestelle       |        | Petržalka centrum (geplant)                  | Petržalka centrum (geplant)                  |
| Abzweig geradeaus und ehemals von rechts  |        | von Bratislava východ                        | von Bratislava východ                        |
| Bahnhof                                   | 17,898 | Bratislava-Petržalka                         | Bratislava-Petržalka                         |
| Abzweig geradeaus und nach rechts         |        | nach Wien, heute Anschlussgleis nach Kopčany | nach Wien, heute Anschlussgleis nach Kopčany |
| Abzweig geradeaus und nach rechts         |        | nach Parndorf                                | nach Parndorf                                |
| Abzweig geradeaus und ehemals nach links  |        | nach Hegyeshalom (bis 1972)                  | nach Hegyeshalom (bis 1972)                  |
| Strecke                                   |        | nach Hegyeshalom (seit 1972)                 | nach Hegyeshalom (seit 1972)                 |
|                                           |        |                                              |                                              |
| Quellen:                                  |        |                                              |                                              |

Die Bahnstrecke Bratislava–Hegyeshalom ist eine überwiegend eingleisige, elektrifizierte Hauptbahn, die eine internationale Verbindung zwischen der Slowakei und Ungarn darstellt, welche nach der Kilometrierung aus drei Eisenbahnstrecken besteht.

## Verlauf

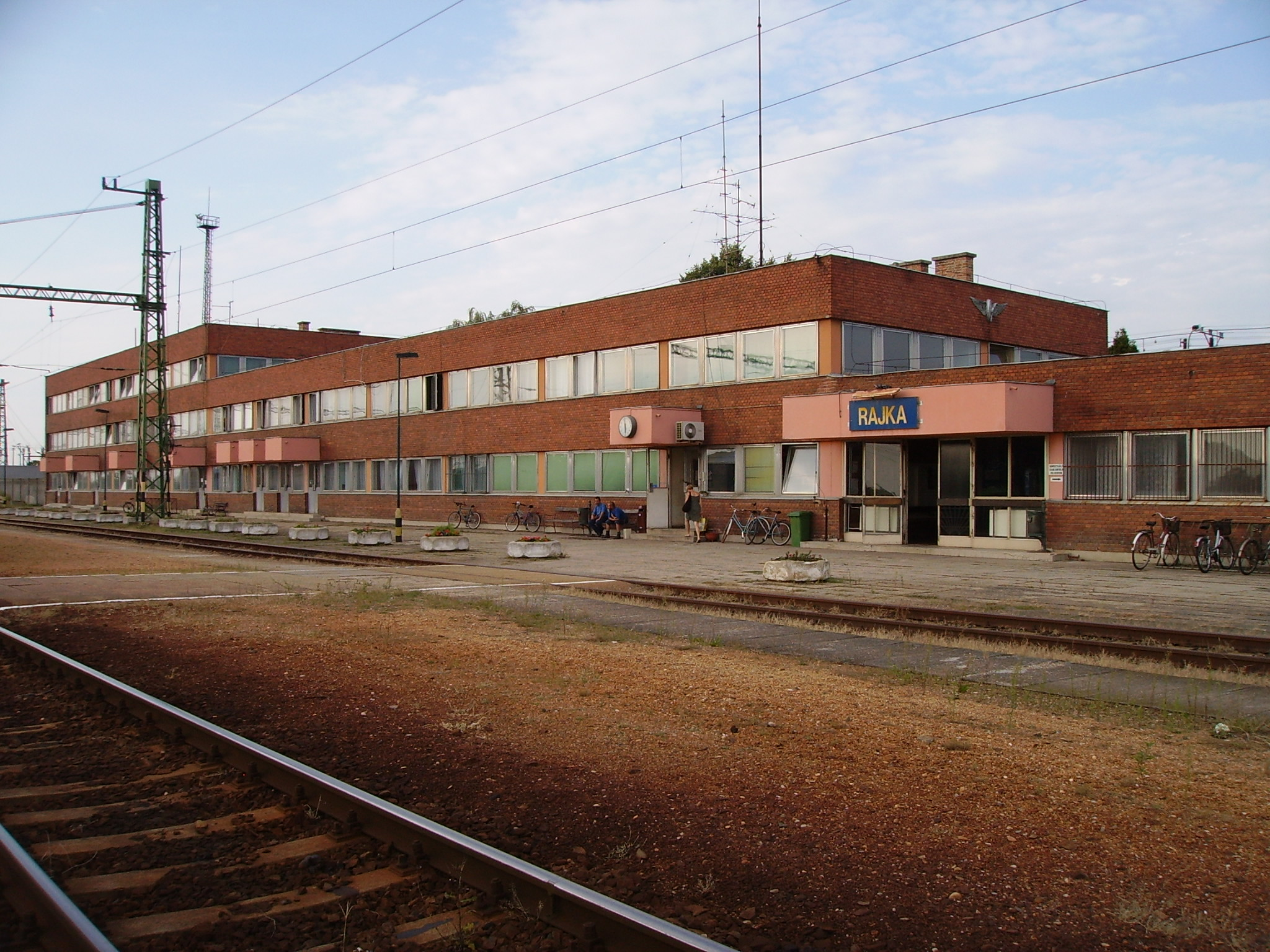
MÁV-Grenzbahnhof Rajka, 2007.

Die eigentliche grenzüberschreitende Strecke beginnt im ungarischen Porpác und verläuft über Hegyeshalom und die Grenze bei Rajka nach Bratislava-Petržalka. Dort endete die Verbindungsbahn von Bratislava východ, welche zwischen Bratislava filiálka und Bratislava-Petržalka stillgelegt und überbaut worden ist. Ebenfalls endet in Bratislava-Petržalka die ersatzweise zwischen 1962 und 1983 eröffnete neue Verbindungsbahn von Bratislava hl.st. über Bratislava-Nové Mesto. Sie wird auch Bratislavská železničná obvodová komunikácia (BŽOK, zu Deutsch etwa Bratislavaer Peripheriebahnverbindung) genannt.

## Geschichte
Die Strecke aus Richtung Hegyeshalom wurde am 9. November 1891 eröffnet und war ein Teil einer Verbindung von Pressburg nach Szombathely. Diese Strecke verlief hinter Bratislava-Petržalka weiter über die ein Jahr zuvor fertiggestellte Alte Brücke (damals Franz-Josephs-Brücke) und ging östlich der Altstadt im Bahnhof Bratislava-Nivy (bis 1959 Bratislava-Nové Mesto) in den bereits am 5. Januar 1873 eröffneten Streckenabschnitt von der Abzweigstelle Vinohrady über. 1894 erfolgte eine Verlängerung zum neuen Rangierbahnhof Bratislava východ.
Zu Zeiten des RGW verlief diese eingleisige Strecke gewissermaßen parallel zum Eisernen Vorhang und war daher von strategischer Bedeutung für die Tschechoslowakei und Ungarn, vor allem als Verbindung von Bratislava und Győr.
Zwischen 1972 und 1973 wurde etappenweise der Reiseverkehr zwischen Bratislava predmestie und Bratislava-Petržalka eingestellt und der Streckenabschnitt bis 1983 schließlich gänzlich stillgelegt. Anschließend wurde er sowie der Bahnhof Bratislava-Nivy städtebaulich überbaut. Zuvor war eine neue Bahnstrecke trassiert worden, welche von Bratislava hl.st. über den 1962 eröffneten neuen Bahnhof Bratislava-Nové Mesto zum zentralen Güterbahnhof Bratislava ústredná nákladná stanica (ÚNS) führte. Auch ein Anschluss an die neue Erdölraffinerie Slovnaft wurde hergestellt. Zunächst gab es noch eine provisorische Verbindung von Bratislava ÚNS zur alten Brücke. Am 17. Dezember 1983 erfolgte die Inbetriebnahme der Verlängerung über die als Most hrdinov Dukly (Dukla-Heldenbrücke) bezeichnete neu errichtete Hafenbrücke nach Bratislava-Petržalka. Damit war der Verkehr ab Bratislava-Petržalka gänzlich auf die neue Verbindungsbahn verlagert worden, in Bratislava-Nové Mesto besteht jedoch weiterhin die Möglichkeit, über eine Verbindungskurve nach Bratislava predmestie zum Rangierbahnhof Bratislava východ zu gelangen.

## Betrieb
Vom Fahrplanwechsel am 13. Dezember 2009 bis zum Fahrplanwechsel am 10. Dezember 2017 gab es keinen Personenverkehr zwischen Rajka und Bratislava-Petržalka.
Heute verkehren, neben regulären Zügen zwischen Hegyeshalom und Rajka, wieder bis zu fünf Zugpaare täglich über die Grenze zwischen Rajka und Rusovce von Hegyeshalom bzw. Rajka nach Bratislava-Petržalka. Ein Zugpaar verkehrt nur von Bratislava-Petržalka bis Rajka und zurück. Zwischen Rajka und Hegyeshalom werden die nicht-internationalen, regulären Züge teilweise bis Csorna oder Győr durchgebunden.